# Penzance
Penzance (wym. [pɛnˈzæns], korn. Pennsans) – miasto portowe i civil parish w Kornwalii, w dystrykcie (unitary authority) Kornwalia, położone nad zatoką Mount’s Bay. Leży 39,5 km na zachód od miasta Truro i 415,2 km na południowy zachód od Londynu. W 2001 roku miasto liczyło 20 255 mieszkańców. W 2011 roku civil parish liczyła 21 045 mieszkańców.

## Położenie
Penzance jest najbardziej wysuniętym na południowy zachód miastem Wielkiej Brytanii. Często nazywane jest „ostatnim miastem Anglii”. W języku angielskim istnieje zwrot „From Orkney to Penzance” (od Orkadów do Penzance), oznaczający „jak Wyspa długa i szeroka”, odpowiednik polskiego „Od Helu do Tatr”.

## Osoby związane z miastem
- Humphry Davy – angielski chemik, po raz pierwszy izolował wolny sód oraz udowodnił, że diament składa się wyłącznie z węgla.
- Sibella Elizabeth Miles – wiktoriańska poetka i nauczycielka.
- Z Penzance pochodzi grupa muzyczna Thirteen Senses, grająca rocka alternatywnego.
- Zomboy – (wł. Joshua Jenkins, ur. 1 czerwca 1989 roku) Brytyjski producent muzyki elektronicznej i DJ.

## Miasta partnerskie
- Konk-Kerne
- Nevada City
- Bendigo